# Nico Herzig
Nico Herzig (Pößneck, 10 december 1983) is een Duitse voetballer (verdediger) die voor de Duitse tweedeklasser Alemannia Aachen uitkomt. Eerder speelde hij onder andere voor Alemannia Aachen, in de jeugd van Wimbledon FC en Arminia Bielefeld.
1 Mroß ·
2 Wallenborn ·
3 Heinze ·
7 Rüter ·
9 Boesen ·
9 Batarilo ·
10 Bösing ·
11 Falaye ·
13 Glowacz ·
15 Müller ·
16 Rakk ·
17 Fiedler ·
19 Garnier ·
21 Schmitt ·
22 Arifi ·
23 Zahnen ·
24 Hackenberg ·
27 Gaedicke ·
28 Blumberg ·
30 Dahmani ·
31 Zelic ·
36 Baum ·
40 Manzenreiter ·
42 Uchino ·
Coach: Vollmerhausen